# Шермбекк
Шермбекк (нем. Schermbeck) — община в Германии, в земле Северный Рейн-Вестфалия.
Подчиняется административному округу Дюссельдорф. Входит в состав района Везель.  Население составляет 13 683 человека (на 31 декабря 2010 года). Занимает площадь 110,74 км².
Коммуна подразделяется на 8 сельских округов.

## Фотографии

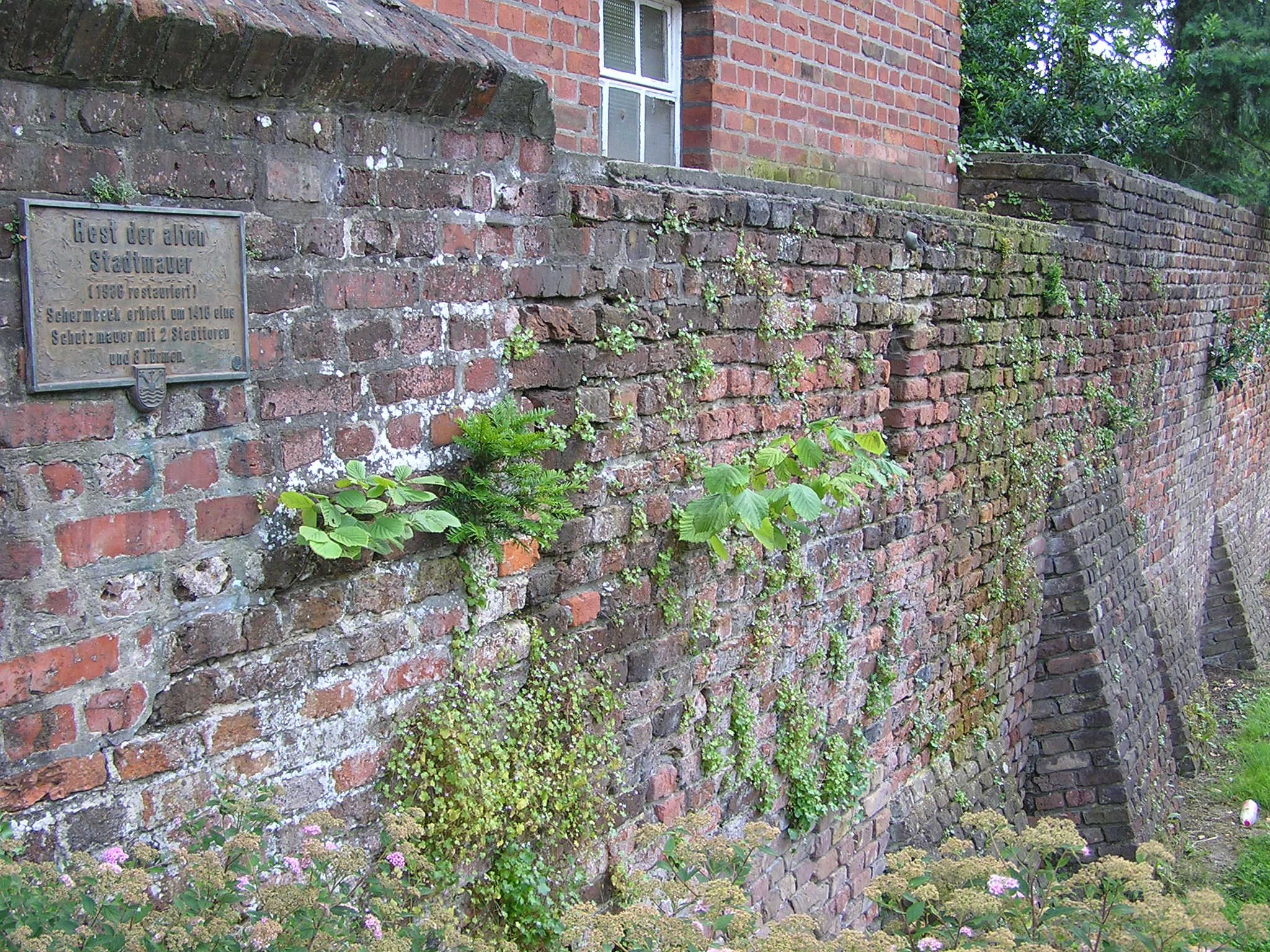
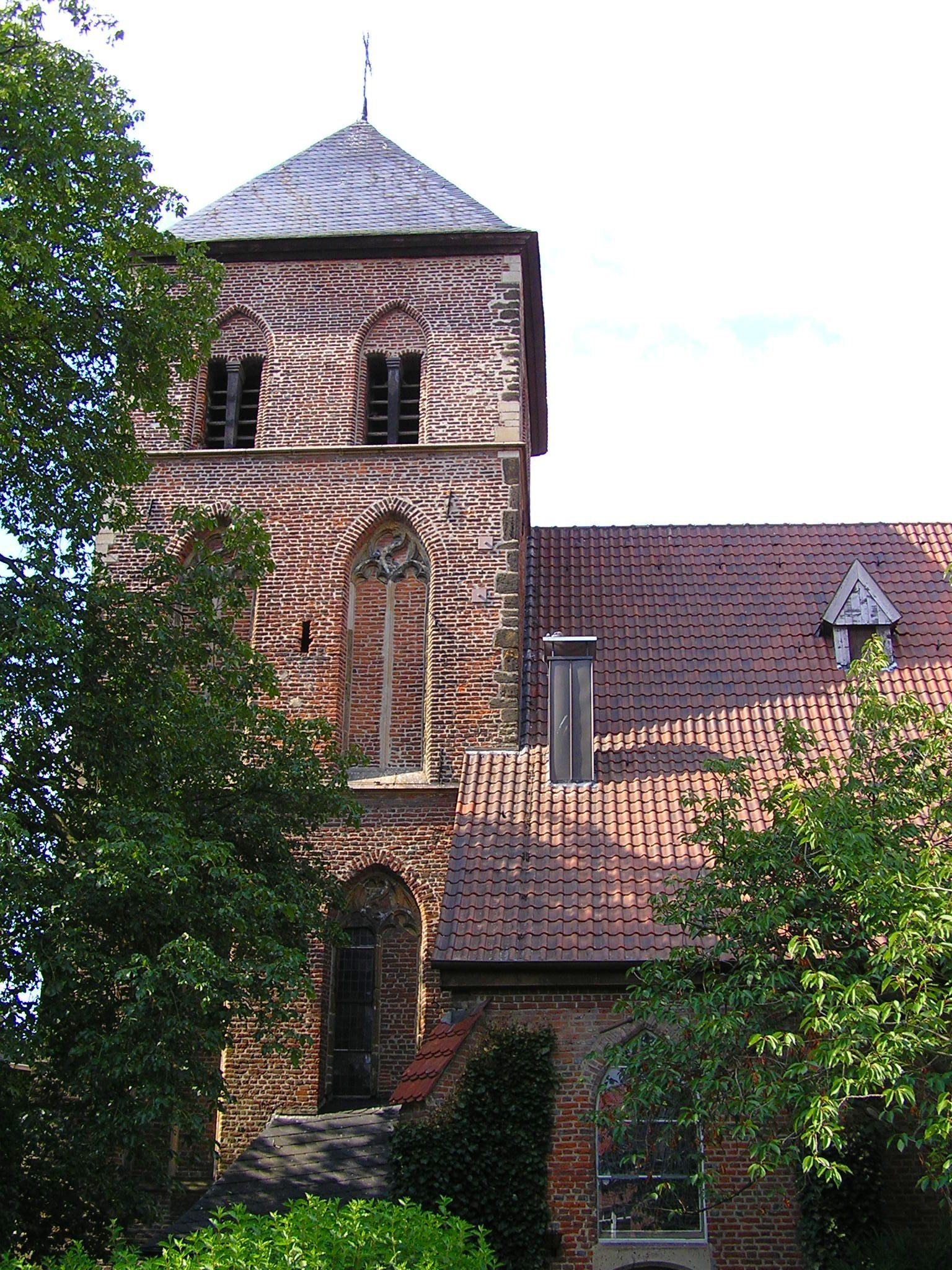
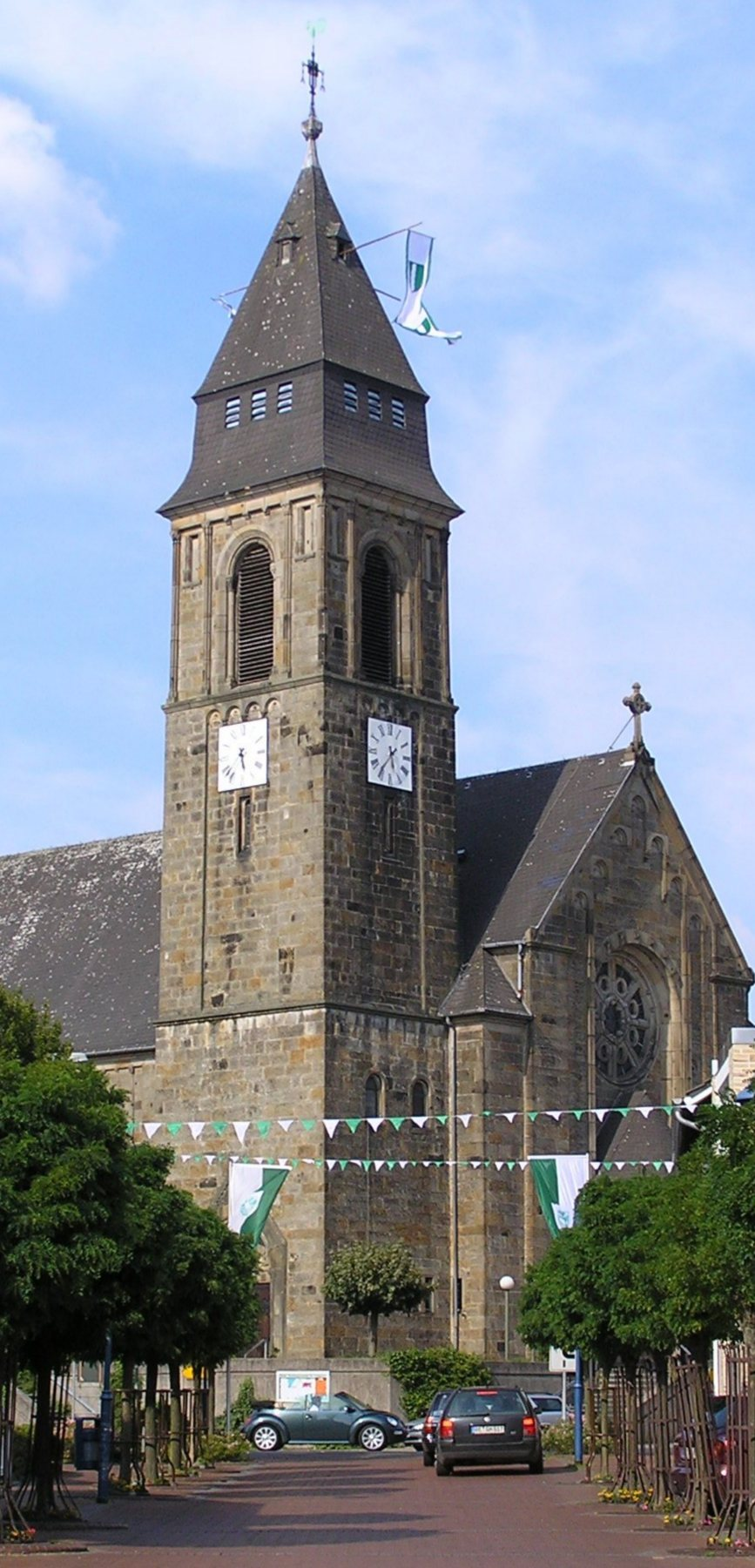
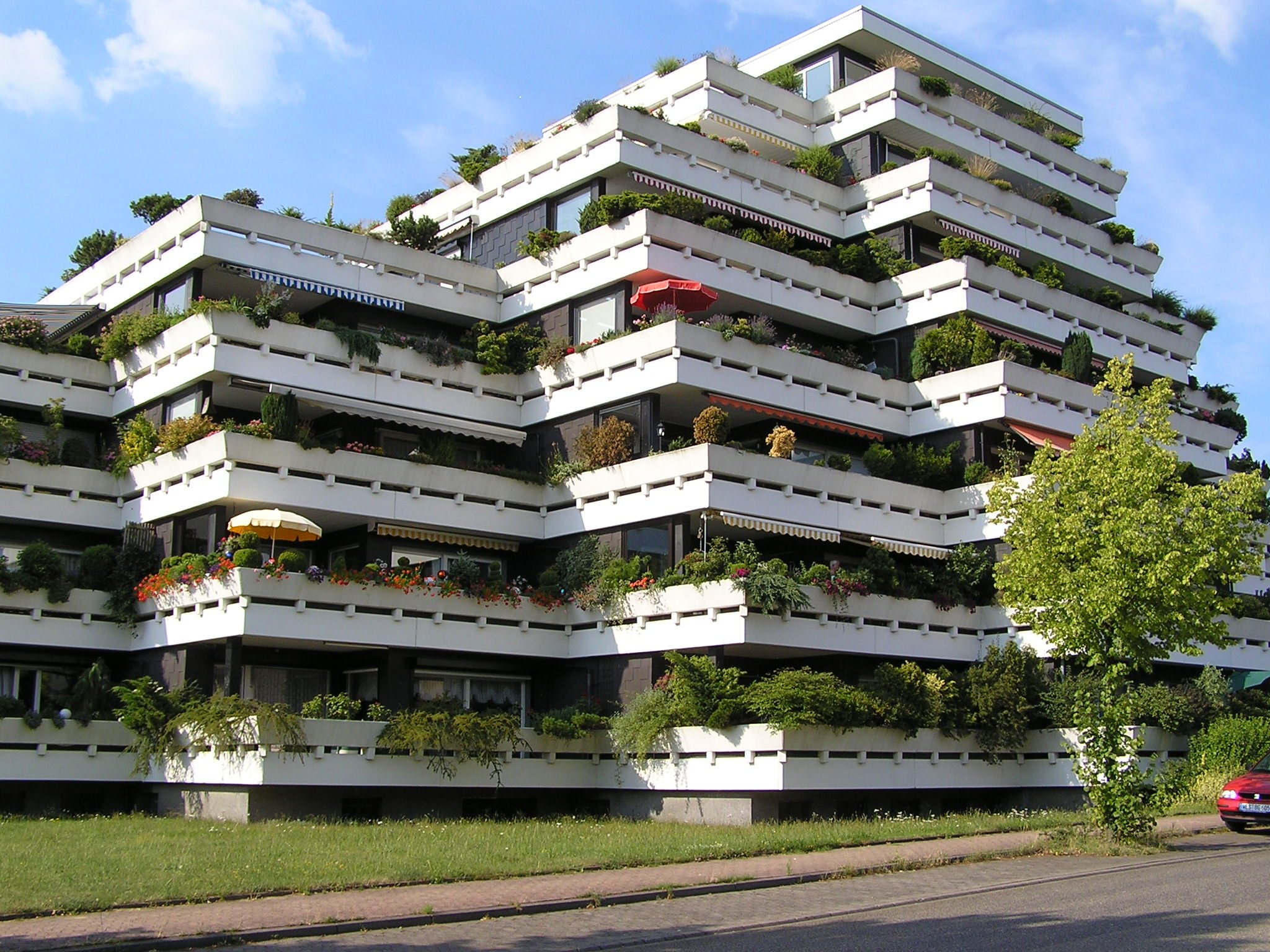